# 孔子家語
『孔子家語』（こうしけご）は、『論語』に漏れた孔子一門の説話を蒐集したとされる古書。10巻。
『漢書』芸文志論語部に「孔子家語二十七巻」とあるが、その内容に関してはほとんど伝わらず、27巻本はその後程なくして散逸したと見られている。顔師古の注では、伝世本に非ずとしている。現在に伝わる『孔子家語』は、魏の王粛が再発見したものに注釈を加えたと称する44篇のものである。
現存する『孔子家語』には前漢の孔安国が撰した書に、その孫の孔衍が後序を補したものと記されているが、南宋から本格化した考証により、礼制で対立していた鄭玄派を論難するために王粛が偽作した書物とされることが多い。
ただし、その本文については『春秋左氏伝』『礼記』『説苑』『史記』など出典が現代まで伝わるものが多いため、その他の、現存する他書には見出せない文についても散逸した文献から採った可能性が高く、この書が王粛の偽撰であったとしても、孔門の説話集としては価値があると言えよう。

## 関連文献
- 『家語疏証』6巻、清・孫志祖撰
- 『家語疏証』10巻、清・陳士珂撰
- 『家語証偽』11巻、清・范家相撰

主な現代語訳
- 『孔子家語　新釈漢文大系』宇野精一訳注、明治書院 1996
  - 『孔子家語　新書漢文大系』古橋紀宏編、明治書院 2004。抜粋版

## 新出文献
1970年代に出土した定州漢墓竹簡『儒家者言』や双古堆漢簡木牘に、『孔子家語』と重なる内容が発見されたことから、王粛偽作説の見直しが行われるようになった。